# Nekropole von Carenque
Die Nekropole von Carenque (portugiesisch Necrópole de Carenque) besteht aus drei Felsgräbern (portugiesisch Hypogea) im Kalkstein des „Monte do Tojal“ in „Vila Chã“ zwischen Carenque und „Moinhos da Funcheira“, bei Amadora im Distrikt Lissabon in Portugal. Sie wurden 1932 von Manuel Heleno (1894–1970) entdeckt und ausgegraben und 1936 unter Schutz gestellt.

## Beschreibung
Die Anlagen der Nekropole sind für das Verständnis der iberischen Vorgeschichte von großem Interesse. Der Bau und die erste Deponierung menschlicher Überreste stammen aus der späten Jungsteinzeit (etwa 3000 v. Chr.) Die „künstlichen Höhlen“ wurden in der anschließenden Kupferzeit nachgenutzt.
Die Felsgräber zeigen Merkmale anderer Anlagen, in anderen Regionen (z. B. Nekropole von Alapraia, Felskuppelgräber von Palmela, Felskuppelgräber von São Pedro do Estoril und „São Paulo“). Sie haben eine charakteristische Architektur, mit einem Zugang von Osten durch einen oft nicht mehr komplett erhaltenen Gang, der zu einem runden Portal (einer Art Seelenloch) führt, hinter dem die ebenfalls runde Kammer liegt. Kammer und Gang wurden mit Kalksteinplatten verschlossen.
Die Toten können in fötaler Position an den Wänden, umgeben von den Grabbeigaben, abgelegt worden sein. Die Funde bestehen aus einigen Knochen von Personen, die repräsentativ für den Menschentyp sind, der den Süden der Extremadura bewohnte. Die Beigaben bestehen aus Keramik, metallischen Werkstoffen, Steinwerkzeugen sowie Votivgaben. Die häufigsten sind Kalksteinidole in Form von glatten Zylindern, Dechsel aus Kalkstein und Lunulae (Halbmonde), aber insbesondere oftmals beschädigte Schieferplattenidole.
Die archäologischen Funde der Grabungen befinden sich im Museu Nacional de Arqueologia von Lissabon. In der Nähe liegt die Nekropole das Bautas.